# Acanthastrea ishigakiensis
Acanthastrea ishigakiensis е вид корал от семейство Mussidae. Видът е световно застрашен, със статут Уязвим.

## Разпространение
Разпространен е в Австралия, Американска Самоа, Британска индоокеанска територия, Вануату, Гуам, Джибути, Египет, Еритрея, Йемен, Израел, Индонезия, Йордания, Кения, Кирибати, Коморски острови, Мавриций, Мадагаскар, Майот, Малайзия, Малки далечни острови на САЩ, Маршалови острови, Микронезия, Мозамбик, Науру, Нова Каледония, Оман, Палау, Папуа Нова Гвинея, Провинции в КНР, Реюнион, Самоа, Саудитска Арабия, Северни Мариански острови, Сейшели, Сингапур, Соломонови острови, Сомалия, Судан, Тайван, Танзания, Токелау, Тонга, Тувалу, Уолис и Футуна, Фиджи, Филипини и Япония.